# 호위함대
호위함대(일본어: 護衛艦隊, 영어: Fleet Escort Force)는 해상자위대의 자위함대 소속으로 군함을 필두로 한 일본 영해 방위의 주력 부대이다. 1961년 3개 호위대군을 편성하여 창설되었다.

## 연혁
- 1961년 호위함대창설 3개호위대군으로 편성
- 1971년 4개 호위대군으로 증설
- 2006년 해외파견의 필요로 1개해상보급대와 1개 수송대 증설
- 2008년 지방대 소속 호위대를 호위함대 직할로 관리함 해상훈련지원단증설

현재 각 호위대군은 8척의 함정과 8대의 헬기를 갖추도록 하였다

## 편성
- 사령부 - 모항 요코스카 기지, 기함 DDG-168 타치카제
- 제1호위대군 사령부 - 모항 요코스카 기지, 기함 DDH-183 이즈모
  - 제1호위대 - DDH-183 이즈모, DDG-171 하타카제, DD-101 무라사메, DD-107 이카즈키
  - 제5호위대 - DDG-173 콩고, DD-108 아케보노, DD-109 아리아케, DD-115 아키즈키
- 제2호위대군 사령부 - 모항 사세보 기지, 기함 DDH-182 이세
  - 제2호위대 - DDH-182 이세, DDG-178 아시가라, DD-102 하루사메, DD-154 아마기리
  - 제6호위대 - DDG-174 아키즈키, DD-110 타카나미, DD-111 오오나미, DD-116 테루즈키
- 제3호위대군 사령부 - 모항 마이즈루 기지, 기함 DDH-181 휴가
  - 제3호위대 - DDH-181 휴가, DDG-175 묘코, DDG-177 아타고, DD-118 후유즈키
  - 제7호위대 - DD-103 유다치, DD-112 마키나미, DD-114 스즈나미, DD-156 세토기리
- 제4호위대군 사령부 - 모항 구레 기지, 기함 DDH-184 카가
  - 제4호위대 - DDH-184 카가, DD-105 이나즈마, DD-106 사미다레, DD-113 사자나미
  - 제8호위대 - DDG-172 시미카제, DDG-176 쵸카이, DD-104 키리사메, DD-117 스즈츠키
- 해상훈련지도대군
- 제11호위대(오코스카 지방대)
  - DD-152 야마기리, DD-153 유기리
- 제12호위대(구레 지방대)
  - DD-158 우미기리, DE-229 아부쿠마, DE-234 토네
- 제13호위대(사세보 지방대)
  - DD-132 아사유키, DD-157 사와기리, DE-230 진츠
- 제14호위대(마이즈루 지방대)
  - DD-130 마츠유키, DD-151 아사기리, DE-232 센다이
- 제15호위대(오미나토 지방대)
  - DD-155 하마기리, DE-231 오오요도, DE-233 치쿠마
- 제1해상보급대
  - AOE-422 도와다, AOE-423 도키와, AOE-424 하마나, AOE-425 마슈, AOE-426 오우미
- 제1수송대
  - LST-4001 오스미, LST-4002 시모키타, LST-4003 구니사키
- 제1해상훈련지원대
  - ATS-4202 구로베, ATS-4203 덴류